# مانوئلا دی سنتا
مانوئلا دی سنتا (ایتالیایی: Manuela Di Centa؛ زادهٔ ۳۱ ژانویهٔ ۱۹۶۳) اسکی‌باز صحرانوردی پیشین اهل ایتالیا است. او خواهر اسکی باز سابق جورجو دی سنتا و پسرعموی ورزشکار سابق دو و میدانی ونانزیو اورتیس است.